# Ein as-Sultan
El campament d'Ein as-Sultan, també conegut comʿAin Sulṭān (àrab: مخيّم عين السلطان, muẖayyam ʿAyn as-Sulṭān), és un llogaret i campament de refugiats palestí en la governació de Jericó, a la vall del Jordà, situat 2,5 km al nord-oest de Jericó. A l'interior del campament es troba la deu d'ʿEin as-Sulṭān. A mitjans de 2006, el campament d'Ein as-Sultan tenia uns 1.469 habitants. En 1997, els refugiats suposaven el 81% de la població. Amb 0,87 quilòmetres quadrats de terreny, és el segon campament de refugiats més gran de Cisjordània en extensió.

## Demografia
Segons el cens dut a terme per l'Oficina Central d'Estadístiques de Palestina en 2007, la població del campament d'Ein as-Sultan era de 3.017 habitants, dels quals 1.520 eren homes (un 50,4% del total) i 1.497 eren dones (un 49,6% del total). Quant a la distribució per edats, el 42,6% dels seus habitants eren menors de 15 anys, el 53,9% estava entre 15 i 64 anys, i el 2,1% eren majors de 65 anys
La UNRWA, organització de les Nacions Unides encarregada de la gestió dels campaments de refugiats palestins, aporta la xifra de 1.920 refugiats a principis de 2014, i d'uns 3.800 habitants a principis de 2017, dels quals uns 2.500 tenen estatus de refugiats. La densitat de població en el campament és de 4.022 persones per quilòmetre quadrat

## Geografia i Clima
El campament es troba a 2,5 quilòmetres al nord de Jericó, que l'envolta pels seus costats sud i est. També limita amb els llogarets de Nuwei'dt. al nord i Ad Duyuk a l'oest. Es troba a una altitud de 198 metres per sobre del nivell del mar. Del total de 0,87 quilòmetres quadrats d'extensió del campament, solament 0,04 quilòmetres quadrats estan classificats com a terres cultivables, tenint la resta consideració de zona residencial.
La mitjana de precipitacions és de 146,4 mm, la temperatura mitjana anual és de 24 °C i la humitat mitjana anual és del 49% aproximadament.

### Llocs d'interès religiós i arqueològic
En el campament hi ha dues mesquitesː Ali ben Abi Talib i Ad Da'wah, així com importants restes arqueològiques com la mesquita d'Ein as Sultan al Kabir i el pujol de Tall as Sultan, tots dos disposats per a la seva explotació turística. També hi ha una antiga sinagoga.

## Història

### Història Antiga
El primer assentament permanent construït prop de l'antiga Jericó es va situar en Tell és-Sultan, al costat de la deu Ein és-Sultan, entre els anys 8.000 i 7.000 a. de C., per un poble desconegut, i va consistir en una sèrie de murs, un santuari i una torre de 7 metres d'altura amb una escala interna. Uns quants segles després, va ser abandonat i substituït per un segon assentament establert entorn de l'any 6800 aC. als voltants.

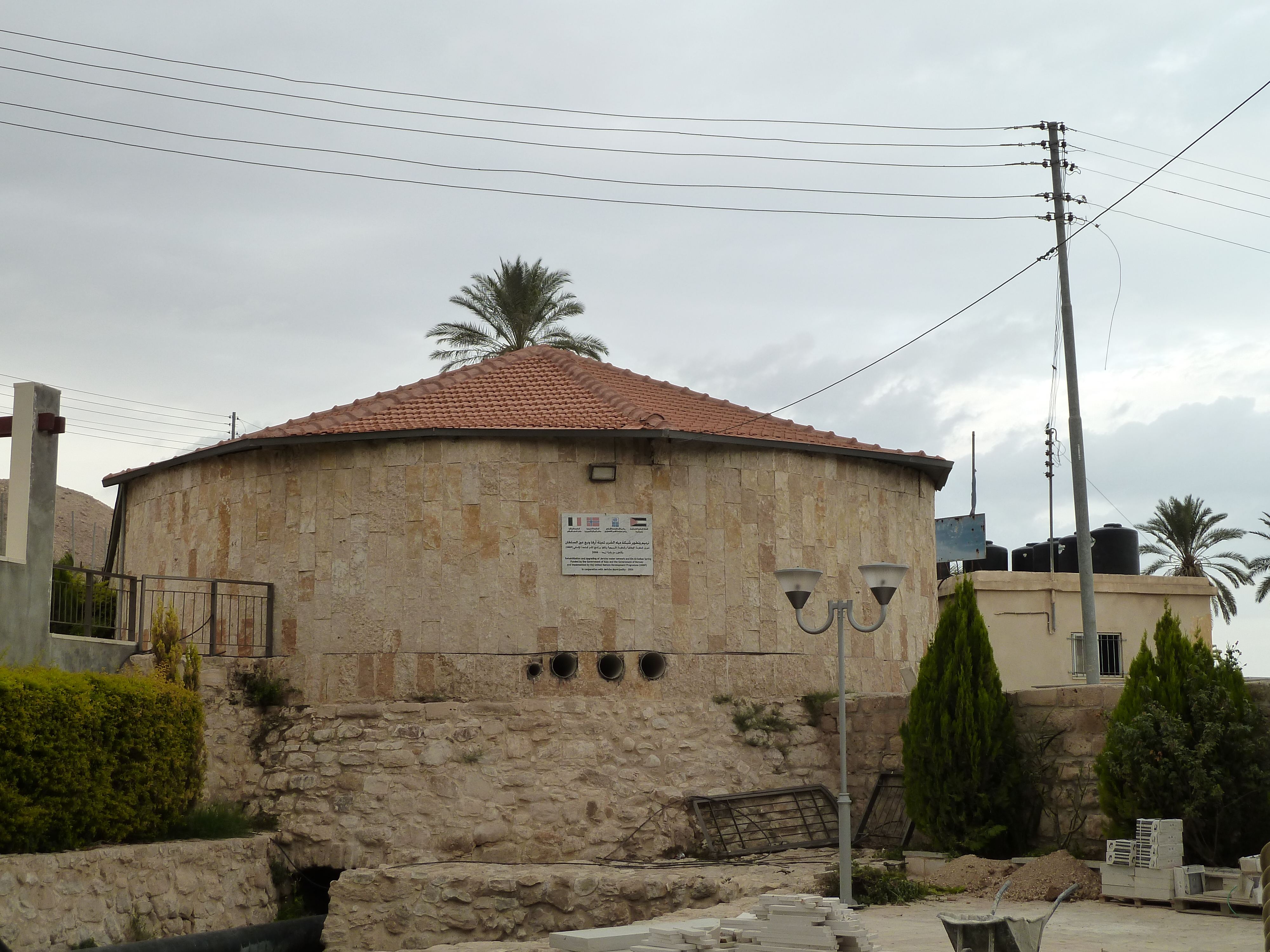
Deu d'Eliseu

### Edat mitjana
La deu és coneguda pels cristians com la Deu d'Eliseu, i els romans d'Orient van construir allí una església amb cúpula en honor de Sant Eliseu.
Els croats van millorar els molins d'aigua de Ein as-Sultan per moldre canya de sucre en tawahin és-sukkar (molins de sucre) i van exportar el sucre a Jerusalem. Als croats se'ls sol atribuir la introducció de la producció de sucre a la ciutat.

### Èxode i Ocupació Jordana
El campament d'Ein Sultan es va establir en 1948 sobre 870 dúnams (0,87 quilòmetres quadrats) de terreny àrid sota la Muntanya de la Temptació per allotjar a part dels prop de 700.000 palestins que van haver d'abandonar les seves terres i les seves llars expulsades per o fugint de l'avanç de les tropes israelianes, en el que es va conèixer per part dels palestins com la Nakba (Catàstrofe). Els refugiats originals del campament d'Ein Sultan provenien de Jaffa, Gaza, Bir as Sabi, de l'àrea occidental d'Hebron, així com dels pobles de Ramla i Lod, on diversos historiadors israelians asseguren que l'exèrcit israelià va dur a terme una operació de neteja ètnica. Just abans de la Guerra dels Sis Dies de 1967, un cens de l'OCHA (Oficina de les Nacions Unides per a la Coordinació d'Assumptes Humanitaris) va establir en 19.467 el nombre d'habitants que vivien en el campament. Durant el conflicte, la majoria dels refugiats van fugir a Jordània a través del riu Jordà.

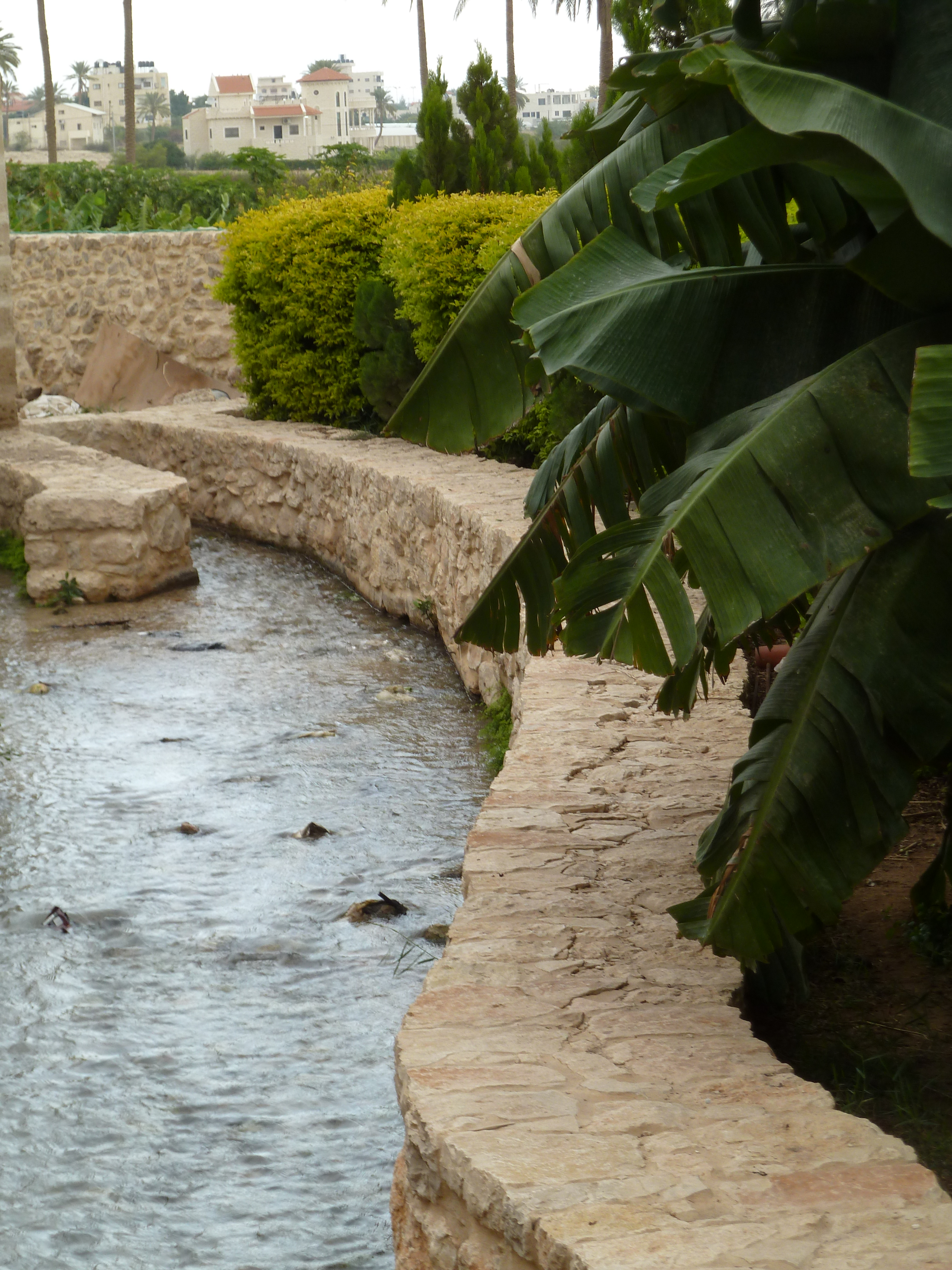
Deu d'Eliseu amb el campament d'Ein Sultan al fons

### Ocupació Israeliana
En 1987, les autoritats israelianes van intentar expulsar al major nombre de refugiats possible. Un informe estatunidenc apuntava que els refugiats emmalaltien de "circumstàncies econòmiques en deterioració". Pràcticament tots els edificis originals del campament van resultar danyats a conseqüència de la repressió israeliana de la Primera Intifada, la qual cosa va fer que en la seva reconstrucció es generessin nous espais oberts que li donen un aspecte diferent al de la majoria de campaments de refugiats palestins, encara que el recent creixement demogràfic ha fet que s'hagi de recórrer a la construcció de plantes superiors.
Després de la signatura de l'Acord Gaza-Jericó de 1994 i la reubicació de l'exèrcit israelià, el campament va quedar sota control de la Autoritat Nacional Palestina.
Mahmoud Shahin Mahmoud Jaber Himur, de 40 anys, estava en la llista de persones buscades per Israel quan soldats israelians es van endinsar en el campament de Ein Sultan el 5 de juliol de 2006. Va morir aquest mateix dia pels trets de dites soldades quan tractava de fugir.
Actualment el campament d'Ein Sultan té una petita població de tan sol 3.800 refugiats registrats. Alguns palestins s'han mudat a terrenys del campament malgrat no ser refugiats i han construït cases il·legals, principalment per la superpoblació de les ciutats palestines i l'estricte control dels permisos de construcció per part de les autoritats israelianes.

## Educació
L'única escola que hi ha en el campament d'Ein Sultan, regentada per UNRWA, és una de les més grans de Cisjordània amb una afluència de més de mil alumnes i alumnes. En 2002 es van afegir dues plantes a l'escola d'Ein Sultan, la qual cosa la va proveir d'una nova biblioteca, una sala d'usos múltiples, tres aules addicionals i una sala d'ordinadors. Una renovació realitzada en 2014 va afegir noves aules i va remodelar les parts més antigues de l'escola, que dataven de 1952. També va proporcionar aire condicionat a les aules i reacondicionà el pati. L'escola té sala d'ordinadors i laboratori de ciències, així com classes de reforç d'àrab i matemàtiques els dissabtes. La ràtio d'alumnes per classe és de 36, mentre que la d'alumnes per professor és de 28. L'absència d'oferta d'educació secundària en el campament fa que els alumnes hagin de desplaçar-se fins a Jericó (a una distància aproximada de 8 quilòmetres) per completar la seva educació.
La taxa d'analfabetisme en el campament és del 5,4%, dels quals aproximadament tres cambres són dones. Quant a la resta de la població, un 14,6% solament saben llegir i escriure, un 27,3% tenen formació bàsica, un 28,9% formació intermèdia, un 13,4% formació secundària i un 9,6% posseeixen formació universitària.
Segons dades de 2011, existeixen tres guarderies privades en el campament que acullen a 208 nens.

## Sanitat
L'UNRWA gestiona també el Centre de Salut del campament, que proporciona serveis de salut reproductiva, pediatria, vacunacions, revisions mèdiques mèdiques i tractament de malalties tant infeccioses com no infeccioses. No hi ha serveis de dentista, ambulància, psicologia, raigs X ni fisioteràpia, encara que la manca que té més repercussions negatives per als refugiats del campament és la d'un laboratori d'anàlisi, ja que les proves han d'enviar-se al campament d'Am'ari o al de Kalandia, amb la consegüent despesa de temps i diners. El nombre de pacients per dia i metge està per sobre de cent. Un problema de salut pública especialment preocupant a la zona de Jericó és la leishmaniasis. A més, hi ha una clínica privada al campament.

## Economia
El 39% dels treballadors del campament són emprats per compte d'altri, bé del govern o del sector privat; un altre 35% dels residents treballen en tasques agrícoles (un 7% es dedica a la cura i explotació d'ovelles i abelles), un 22% en el comerç i un 4% en la indústria. Hi ha 12 tendes d'alimentació en el campament, 2 de fruites i verdures, 2 carnisseries, 10 tallers de diversos oficis (fusteries, ferreries, etc) i 10 tendes de serveis.

### Ocupació
Segons un cens de l'Oficina Central d'Estadístiques de Palestina en 2007, el 60,4% dels residents del campament no es trobaven econòmicament actius, dels quals el 48,4% eren estudiants i el 40,9% mestresses de casa.

## Projectes Comunitaris
El Centre de la Dona se centra en projectes de conscienciació i d'ajuda financera per a dones amb pocs recursos. Un dels seus projectes més rellevants és una cuina finançada per UNRWA que cuina diàriament menjar per a l'escola i per a la comunitat del campament en general.
A través del seu projecte Xarxa de Seguretat Social, UNRWA proporciona lots de menjar a aproximadament 985 refugiats en especial situació de dificultat econòmica tant al campament d'Ein Sultan com en el campament veí d'Aqabat Jaber.
El Programa de Diners d'Emergència per Treball ofereix als refugiats més necessitats treballs remunerats de tres mesos de durada dins del campament que redunden en benefici de la comunitat, com a construcció de carreteres i voreres o manteniment dels espais oberts.

## Aigua
L'escassetat d'aigua és un problema de primer ordre en aquesta zona àrida, especialment durant l'estiu. Les deus d'Ein as-Sultan, Ayn al-Nuway'mia i Ayn al Duyuk es van usar en època romana per regar la terra conreada. Des de 1975, l'aigua de la deu Ein as-Sultan es recull en 4 petites conques. L'UNRWA proveeix d'aigua al campament d'Ein Sultan bombant aigua des d'una deu propera. La sortida d'aquesta deu queda prop de Tell el-Sultan, el lloc de l'antiga Jericó. Durant els mesos d'estiu, l'escassetat d'aigua en el campament ocasiona enormes privacions als refugiats. No obstant això, Israel va prendre el control de les fonts d'aigua i la companyia israeliana Mekorot s'ha convertit en el principal proveïdor d'aigua del campament.

## Instal·lacions
Un dels principals problemes del campament és l'absència d'una xarxa de clavegueram, la qual cosa fa que els residents hagin de recórrer a pous cecs amb els consegüents riscos per a la salut que això implica.